# Abdulaziz Al-Muqbali
Abdulaziz Humaid Mubarak Al-Muqbali en árabe: عبد العزيز المقبالي, (Omán, 23 de abril de 1989) es un futbolista omaní. Juega de delantero y su equipo actual es Al Kuwait SC de la Liga Premier de Kuwait.

## Selección nacional
Al-Muqbali hizo su debut en la selección de Omán jugando ante Australia por las Eliminatorias de Asia al Mundial Brasil 2014. Ha jugado 42 partidos internacionales y ha anotado 14 goles.

## Clubes
| Club         | País           | Año       |
| ------------ | -------------- | --------- |
| Al Shabab    | Omán           | 2010-2012 |
| Al-Taawon FC | Arabia Saudita | 2012-2013 |
| Fanja SC     | Omán           | 2013-2015 |
| Al Kuwait SC | Kuwait         | 2015-     |